# Polyplectropus manni
Polyplectropus manni is een schietmot uit de familie Polycentropodidae. De soort komt voor in het Australaziatisch gebied.